# SHINING☆STAR
《SHINING☆STAR》是日本女子組合9nine的第6張單曲，於2011年3月9日由SME Records發售。

## 概要
本單曲是9nine在2011年發行的第1張單曲，也是組合移籍SME Records後的第二張單曲。單曲繼前作《Cross Over》後再一次進行了音樂合作，A面曲《SHINING☆STAR》被起用為MBS、TBS系電視動畫《STAR DRIVER 閃亮的塔科特》後半部的片头曲，以及TBS系綜藝節目《kuraberu-traveler》2月至3月份的結尾曲。
本單曲分為「通常盤」、「初回生產限定盤」以及「STAR DRIVER盤」三種形態發售，「通常盤」和「STAR DRIVER盤」均只包含收錄了三首歌曲的CD一隻，而兩者的分別主要是在於其封面上，前者是9nine成員的合照，而後者是「STAR DRIVER」內的人物合照，同時「STAR DRIVER盤」只生產至2011年3月20日。「初回生產限定盤」除與另外兩種類相同的CD外，亦附有收錄了A面曲《SHINING☆STAR》音樂影片和MV製作過程的DVD。
單曲在發售第一天登上Oricon日榜第11名，隨後在第二天升上第7名，成為9nine首張進入排行榜頭十名的單曲。單曲最終在第一週售出約八千張，名列週榜第13名，比《Cross over》增加約三千張，排名也是9nine史上最高。
9nine在2013年發行的專輯《CUE》中收錄了《SHINING☆STAR》被音樂人tofubeats混音後的版本。

## 收錄曲
CD（三版本相同）
1. SHINING☆STAR [3:37]
作詞、作曲：網本尚信（日语：網本ナオノブ），編曲：Shogo Ohnishi
2. 困惑confuse（困惑コンフューズ） [5:05]
作詞：chammy，作曲：Kaji，編曲：Hiromitsu Maeba
3. Cute [3:36]
作詞：Mary Tan，作曲、編曲：Takahiro Furukawa

DVD（只限初回生產限定盤）
1. SHINING☆STAR (Music Video)
2. SHINING☆STAR (Making Video)

## 音樂合作
| 曲名         | 音樂合作                                                                              |
| ------------ | ------------------------------------------------------------------------------------- |
| SHINING☆STAR | 電視動畫「STAR DRIVER 閃亮的塔科特」後期主題曲 TBS系「kuraberu-traveler」2〜3月結尾曲 |

## 外部連結
- SME Records介紹網站
  - 初回生產限定盤（页面存档备份，存于）
  - 通常盤（页面存档备份，存于）
  - STAR DRIVER盤（页面存档备份，存于）